# Marina Vujović
Pour les articles homonymes, voir Vujovic.
Marina Vujović est une joueuse de volley-ball serbe née le 23 janvier 1984 à Ljubljana. Elle mesure 1,64 m et joue au poste de libero. 

## Clubs
| Club                    | De        | À         |
| ----------------------- | --------- | --------- |
| Étoile Rouge            | 2001-2002 | 2005-2006 |
| VBC Voléro Zurich       | 2006-2007 | 2007-2008 |
| Iraklis Thessalonique   | 2008-2009 | 2008-2009 |
| CV 2004 Tomis Constanţa | 2009-2010 | 2012-2013 |
| CS Ştiinţa Bacău        | 2013-2014 | 2013-2014 |
| CSM Bucureşti           | 2014-2015 | 2014-2015 |
| CS Volei Alba-Blaj      | 2015-2016 | 2018-2019 |
| CS Dinamo Bucureşti     | 2019-2020 | 2019-2020 |
| ŽOK Železničar          | 2020-2021 | …         |

## Palmarès
- Coupe de la CEV
  - Finaliste: 2019.
- Championnat de Serbie-et-Monténégro
  - Vainqueur : 2002, 2003, 2004.
- Coupe de Serbie-et-Monténégro
  - Vainqueur : 2002.
- Championnat de Suisse
  - Vainqueur : 2007, 2008.
- Coupe de Suisse
  - Vainqueur : 2007, 2008.
- Coupe de Grèce
  - Finaliste : 2009.
- Championnat de Roumanie
  - Vainqueur : 2011, 2012, 2014, 2016, 2017, 2019.
  - Finaliste : 2010, 2018, 2020.
- Coupe de Roumanie
  - Vainqueur : 2011, 2014, 2017, 2019.
  - Finaliste : 2010, 2012, 2018.
- Supercoupe de Roumanie
  - Finaliste: 2016.